# Gazeta Wielkiego Księstwa Poznańskiego
Gazeta Wielkiego Księstwa Poznańskiego (Gazeta Wielkiego Xięstwa Poznańskiego) – dziennik ukazujący się w Poznaniu od 21 czerwca 1815 do 1865.
Do 1848 była jedynym dziennikiem ukazującym się w Poznaniu (do końca 1834 ukazywał się dwa razy w tygodniu, w środy i soboty). Była kontynuacją Gazety Poznańskiej, wychodzącej od 1797. Pierwszym redaktorem naczelnym pisma był Roman Ziołecki (zrezygnował dość szybko, zniechęcony zbyt ostrą cenzurą narzucaną przez władze pruskie). Teksty drukowane były zarówno w języku polskim, jak i niemieckim. Ostatni numer wyszedł w 1865.